# Boholia
Boholia, biljni rod iz porodice broćevki smješten u tribus Airospermeae. Jedina vrsta je grm B. nematostylis iz Malezije: Mali sundski otoci, Filipini (otok Bohol), Sumatra i Borneo
Rod je opisan u Philipp. J. Sci. 29: 492. 1926.